# ワウ (パプアニューギニア)
ワウ（英: Wau）はパプアニューギニアのモマセ地方のモロベ州の町。
2011年の人口は3508人。
標高は約1100m。

## 人口
- 1990年7月11日：4273人
- 2000年7月9日：4359人
- 2011年7月10日：3508人

## 歴史
1920年代と30年代の間ゴールドラッシュが起こり、海岸のサラマウアからブラック・キャット・トラックと呼ばれる山道を通って多くの金鉱夫がワウに来た。
太平洋戦争中に町郊外の高地に飛行場が作られた。
1943年、日本陸軍がワウを攻撃したが、豪陸軍はこの地を守り切った（ワウの戦い参照）。
戦後すぐにラエに通じる道が開通し、街は再建された。
熱帯地方に位置するが、標高が高いため過ごし易い。
サラマウアとの間の「ブラック・キャット・トラック」と、ラエとの間の「ブルドッグ・トレイル」は、パプアニューギニアを代表するトレッキングルートの2つである。
生物学的研究所の「ワウエコロジー研究所」が町の近くに位置する。